# Arje Eliav

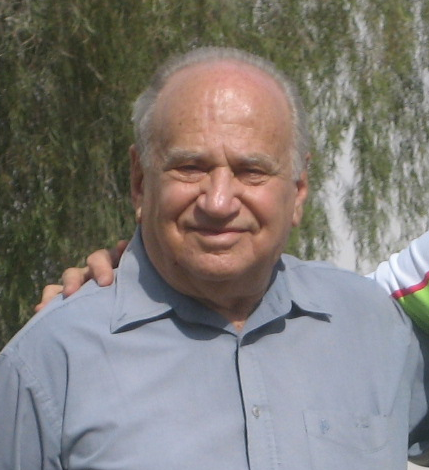
Arie Eliav (2008)

Arje „Lowa“ Eliav (hebräisch אריה לוֹבָה אליאב‎; * 21. November 1921 in Moskau; † 30. Mai 2010 in Tel Aviv) war ein israelischer Politiker und saß von 1965 bis 1979 sowie von 1988 bis 1992 in der Knesset.

## Leben
Arie Eliav emigrierte 1924 mit seiner Familie in das britische Mandatsgebiet Palästina. Im Jahr 1936 trat er der Haganah bei und blieb dort bis 1940, als er in die britische Armee eintrat, wo er in einer Artillerie-Einheit diente. 1945 kehrte er in das Mandatsgebiet zurück und war bis 1948 in der Alija-Bet-Bewegung aktiv.
Er studierte Geschichte und Soziologie an der Hebräischen Universität. Nachdem er dort seinen Bachelor of Arts erhalten hatte, begann er als Lehrer und Soziologe zu arbeiten. 1958 wurde Eliav nach Moskau geschickt, um dort erster Sekretär an der israelischen Botschaft zu werden. Diesen Posten bekleidete er bis 1960.
1965 wurde Eliav erstmals in die Knesset gewählt. Dort wurde er erst stellvertretender Industrie- und Handelsminister und später stellvertretender Minister für Einwanderung und Integration. Bei den Wahlen 1969 konnte er sein Mandat verteidigen.
Eliav wurde nun Generalsekretär von Awoda, was er bis 1971 blieb. Nach seiner erneuten Wiederwahl in die Knesset 1973 trat er aus der Partei aus. Eliav gehörte der Knesset nun zuerst als Unabhängiger an und trat dann der neugegründeten Partei Ya'ad – Tenoa'a LaZkhuyot HaEzrah bei. Als sich die Partei 1976 wieder auflöste, gründete er im Januar 1976 zusammen mit Marcia Freedman die Social-Democratic Faction. Bereits im Februar benannte sich die Partei in Independent Socialist Faction um.
Bei den Knessetwahlen 1977 trat Eliav für das Linke Lager Israels (Mehaney Smol LeYisrael; bzw. kurz Scheli als Akronym von Shalom LeYisrael – Frieden für Israel) an, eine Partei, die kurz zuvor aus der Vereinigung der Independent Socialist Faction mit anderen Kleinparteien hervorgegangen war. Die Partei gewann zwei Sitze. Ein Rotationsabkommen sah nun vor, die Sitze auf fünf Abgeordnete aufzuteilen. Dementsprechend legte Eliav im Januar 1979 sein Mandat nieder, um Platz für Uri Avnery zu machen.
Eliav befürwortete einen palästinensischen Staat. 1984 versuchte Er erfolglos, erneut in die Knesset gewählt zu werden. 1987 kehrte er zu Awoda zurück. Im selben Jahr leitete er das von ihm initiierte Projekt der Jewish Agency, das die Gründung von Nitzana, einer Gemeinde in der Negev-Wüste, vorsah. Bis 2008 übte er dort das Amt des Gemeindevorstandes aus. 1988 wurde Eliav erneut in die Knesset gewählt. Bei den Wahlen 1992 trat er nicht mehr an.

## Ehrungen
Eliav erhielt 1988 den Israel-Preis in Anerkennung für seine Leistungen für die israelische Gesellschaft und den Staat Israel. 2003 erhielt er den Ben-Gurion-Preis.

## Veröffentlichungen
- Between Hammer and Sickle (1965)
- The Voyage of the Ulua (1967)
- New targets for Israel (1969)
- The Short Cut (1970)
- Land of the Hart (1972)
- Shalom: Peace in Jewish Tradition (1977)
- Autobiography: Rings of Dawn (1984)
- New Heart, New Spirit: Biblical Humanism for Modern Israel (1986)
- On Both Sides of the New-Comers' Camp (2006)